# Yordenis Ugás
Yordenis Ugás Hernández (født 14. juli 1986 i Santiago de Cuba) er en cubansk amatørbokser, som konkurrerer i vægtklassen boksning. Ugás' største internationale resultater er en bronzemedalje fra Sommer-OL 2008 i Beijing, Kina, og en guldmedalje fra VM i 2005 i Mianyang, Kina. Han repræsenterede Cuba under Sommer-OL 2008 hvor han vandt en bronzemedalje.